# Amblycorypha rivograndis
Amblycorypha rivograndis är en insektsart som beskrevs av Walker, T.J. 2004. Amblycorypha rivograndis ingår i släktet Amblycorypha och familjen vårtbitare. Inga underarter finns listade i Catalogue of Life.